# 지장보살본원경 (보물 제1567호)
지장보살본원경(地藏菩薩本願經)은 서울특별시 종로구 국립고궁박물관에 있는 조선시대의 불경이다. 2008년 6월 27일 대한민국의 보물 제1567호로 지정되었다.

## 개요
이 책의 원 판본은 1474년(성종 5) 5월 정희대왕대비(貞熹大王大妃)를 위시한 인수대비(仁粹大妃), 안순대비(安順大妃), 그리고 주상전하가 그 해 4월 창덕궁 구현전에서 춘추 19세로 훙거한 성종 초비인 공혜왕후의 명복을 빌기 위해 내수사의 비용으로 광평대군 부인 신씨의 원당인 견성사(見性寺)에서 간행한 판본인데 원 판목 중 3장이 일실되어 1485년(성종 16)에 보각(補刻)하여 다시 찍어낸 판이다. 권상 권말에 ‘성화이십일년(1485) 사월일보간 대화주비구 신환(成化二十一年 四月日補刊 大化主比丘 信環)’이라는 간기가 있어 보간 시기와 이를 주선한 시주자를 알 수 있다. 당대의 이름 있는 각수들이 새긴 내수사 출재의 왕실판본이므로 조선전기의 출판 인쇄와 왕실 관련 불교사 연구에 귀중한 자료이다.

## 참고 자료
- 지장보살본원경 - 국가유산청 국가유산포털